# Pologne aux Jeux olympiques d'hiver de 1976
La Pologne participe aux Jeux olympiques d'hiver de 1976, organisés à Innsbruck en Autriche. Cette nation prend part aux Jeux olympiques d'hiver pour la douzième fois de son histoire. La délégation polonaise, formée de 56 athlètes (43 hommes et 13 femmes), ne remporte pas de médaille.